# David Allen Bawden
David Allen Bawden (Oklahoma City, 22 de septiembre de 1959 - Kansas City, 2 de agosto de 2022) fue un conclavista estadounidense que reclamaba el papado de la Iglesia católica con el nombre de Papa Miguel (Pope Michael en inglés). Bawden creía que la Iglesia católica había apostatado de la fe católica desde el Concilio Vaticano II, y que no se habían elegido papas legítimos desde la muerte del Papa Pío XII en 1958. En 1990 fue elegido Papa por un grupo de seis personas laicas, incluido él mismo y sus padres. En 2011 fue ordenado sacerdote y consagrado obispo por un obispo católico independiente, Robert Biarnesen.

## Primeros años y educación
Bawden nació el 22 de septiembre de 1959 en Oklahoma City, estado de Oklahoma, Estados Unidos. Era hijo de Kennett Bawden y de Clara "Ticki" Bawden (nacida Barton). Se educó en su ciudad natal. Bawden tenía un hermano.
Los padres de Bawden eran católicos tradicionalistas que rechazaban el Concilio Vaticano II. A mediados de la década de 1970, él y su familia se unieron a la Fraternidad Sacerdotal San Pío X, o SSPX. Bawden entró en el seminario de la fraternidad en Écône, Suiza, y después fue transferido al Priorato de San José en Armada, Míchigan, Estados Unidos. Fue expulsado en 1978. Poco después se mudó con su familia a St. Marys, Kansas, donde la sociedad llevaba la Academia y Colegio de Saint Mary. Bawden trabajó para la sociedad y su hermano atendió clases allí. En 1981, Bawden dejó el SSPX. Antes de reclamar el papado, trabajó como  fabricante de muebles y como agente inmobiliario.

## Reclamo del papado
Bawden creía que todos los papas desde el deceso de Pío XII en 1958 eran modernistas, apóstatas y herejes, y que, por tanto, sus elecciones eran inválidas. El 16 de julio de 1990 Bawden, sus padres y otras tres personas laicas celebraron un cónclave papal en la tienda de segunda mano de la familia Bawden, en Belvue, Kansas. David Bawden, de entonces 30 años de edad, fue electo papa. Eligió el nombre de Miguel I, en honor al Arcángel Miguel.  Bawden había invitado a cientos de obispos independientes católicos, pero ninguno participó en la ceremonia. Como Bawden no fue ordenado sacerdote ni consagrado obispo hasta 2011, no pudo celebrar misas ni otorgar los sacramentos hasta ese entonces.

## Últimos años y fallecimiento
Tras el cónclave, Bawden siguió viviendo con sus padres. En 1993 se mudaron a Delia, en Kansas. Su padre falleció en 1995. Bawden estableció una presencia en Internet como un reclamante alternativo al papado. En 2009 declaró que contaba con alrededor de 30 "seguidores sólidos". Se mantenía económicamente a través de donaciones y vendiendo literatura religiosa agotada.En 2010, el director independiente Adam Fairholm publicó un documental sobre él titulado Pope Michael.
Bawden anunció que había sido ordenado sacerdote y luego consagrado obispo el 11 de diciembre de 2011, por un episcopus vagans católico independiente, el obispo Robert Biarnesen, perteneciente a los linajes episcopales de Duarte-Costa y el linaje Católico Antiguo. Al respecto, Bawden dijo que ya podía celebrar misas, otorgar sacramentos, ordenar al sacerdocio y consagrar a personas como obispos, porque consideraba que los mencionados linajes eran reconocidos como válidos por la Iglesia católica.
Su hermano, Brian, murió en 2015 a sus 48 años.
En una entrevista publicada póstumamente en 2022, Bawden declaró que contaba con más de cien seguidores.
El 10 de julio de 2022, la cuenta de Twitter de su iglesia publicó que Bawden estaba en un coma y que necesitaba una operación de urgencia. Bawden falleció el 2 de agosto de ese año en Kansas City, Misuri.
El 29 de julio de 2023 algunos de sus seguidores celebraron un nuevo cónclave y eligieron como su sucesor al filipino Rogelio Martínez, que tomó el nombre de Miguel II.